# Stoby
Stoby är en tätort i Hässleholms kommun och kyrkby i Stoby socken i Skåne.
Stoby kyrka ligger här.
År 1967 öppnades stormarknaden Besto i Stoby av Thure och Asta Berntsson (namnet var en sammandragning av Berntsson-Stoby). De såg sig tvungna att sälja stormarknaden till Ica år 1975. Besto fanns kvar i Stoby fram till 1990-talet när verksamheten flyttade till Hässleholm och byggnaden revs. Tomten stod därefter öde fram till 2010-talet när man började bygga lägenheter på platsen.

## Befolkningsutveckling
| Befolkningsutvecklingen i Stoby 1965–2020 | Befolkningsutvecklingen i Stoby 1965–2020 | Befolkningsutvecklingen i Stoby 1965–2020 | Befolkningsutvecklingen i Stoby 1965–2020 | Befolkningsutvecklingen i Stoby 1965–2020 |
| ----------------------------------------- | ----------------------------------------- | ----------------------------------------- | ----------------------------------------- | ----------------------------------------- |
|                                           |                                           |                                           |                                           |                                           |
| År                                        |                                           |                                           | Folkmängd                                 | Areal (ha)                                |
| 1965                                      | 1965                                      |                                           | 208                                       |                                           |
| 1970                                      | 1970                                      |                                           | 455                                       |                                           |
| 1975                                      | 1975                                      |                                           | 795                                       |                                           |
| 1980                                      | 1980                                      |                                           | 878                                       |                                           |
| 1990                                      | 1990                                      |                                           | 779                                       | 67                                        |
| 1995                                      | 1995                                      |                                           | 746                                       | 69                                        |
| 2000                                      | 2000                                      |                                           | 717                                       | 69                                        |
| 2005                                      | 2005                                      |                                           | 736                                       | 69                                        |
| 2010                                      | 2010                                      |                                           | 745                                       | 69                                        |
| 2015                                      | 2015                                      |                                           | 729                                       | 98                                        |
| 2020                                      | 2020                                      |                                           | 747                                       | 88                                        |
| Anm.: Ny tätort 1965                      |                                           |                                           |                                           |                                           |